# یژی پترزبورسکی
یژی پترزبورسکی (لهستانی: Jerzy Petersburski؛ ‏ Polish: [ˈjɛʐɨ]؛ ‏ ۲۰ آوریل ۱۸۹۵ – ۷ اکتبر ۱۹۷۹) رهبر گروه موسیقی، آهنگساز و نوازنده پیانو یهودی‌تبار اهل لهستان بود.